# Phare de Wenwei Zhou
Le phare de Wenwei Zhou est un phare de Chine situé sur l'île de Wenwei Zhou, à l'extrémité sud-ouest des îles Jiapeng, dans la province du Guangdong.
Il a été construit, exploité et entretenu conjointement par le gouvernement britannique de Hong Kong et le gouvernement Qing.
Il a été construit le 1er septembre 1890 et activé en 1892.

## Histoire
Le phare est le fruit d'une collaboration entre l'empire britannique et le gouvernement Qing. Bâti sur un îlot rocheux nommé Wenwei Zhou (littéralement île des moustiques), les britanniques le nomment quant-à eux Gap Rock. Érigé sur la partie sud de l'îlot, sa lanterne est exportée de Suède.
Peu après sa construction, un typhon le ravage. Les autorités tentent de s'y rendre pour évaluer les dégâts mais n'y parviennent pas. Quant enfin ils réussissent, ils remarquent qu'il n'a pas été construit au bon endroit, la partie nord de l'îlot étant plus sûre face aux ouragans.
De 1927 à 1949, il n'est plus en service lors de la guerre civile chinoise et reçoit de nombreuses marques des combats. Il reste éteint durant plus de quarante ans avant d'être réparé et automatisé en 1986.